# فلورينت برارد
فلورينت برارد (بالفرنسية: Florent Brard)‏ مواليد 7 فبراير 1976 في فرنسا، هو دراج فرنسي سابق في صنف سباق الدراجات على الطريق. فاز بالبطولة الوطنية الفرنسية ثلاث مرات. كان قد بدأ مسيرته الاحترافية في 1999.

## روابط خارجية
- فلورينت برارد على موقع الاتحاد الدولي للدراجات (الإنجليزية)
- فلورينت برارد على موقع أرشيف الدراجات (الإنجليزية)
- فلورينت برارد على موقع إحصائيات الدراجات الإحترافية (الإنجليزية)
- فلورينت برارد على موقع نسبة الدراجات (الإنجليزية)